# Chiesa cattolica in Sierra Leone
La Chiesa cattolica in Sierra Leone è una parte della Chiesa cattolica universale in comunione con il vescovo di Roma, il papa.

## Storia
La prima evangelizzazione della Sierra Leone inizia già nel XV secolo ad opera di alcuni missionari portoghesi. Solo nel 1841 è l'erezione del vicariato apostolico delle Due Guinee (Brazzaville) da cui dipende anche la Sierra Leone. Nel 1858 nasce il vicariato apostolico di Sierra Leone, affidato alla Società delle missioni africane di Lione: ma i missionari inviati sul posto trovano la morte al loro arrivo a Freetown nel 1859. L'anno successivo il vicariato è affidato ai padri spiritani, che danno avvio ad una nuova evangelizzazione del Paese.

## Organizzazione territoriale
La Chiesa cattolica è presente sul territorio con 1 sede metropolitana e 3 diocesi suffraganee:
- Arcidiocesi di Freetown
  - Diocesi di Bo
  - Diocesi di Kenema
  - Diocesi di Makeni

## Statistiche
La Chiesa cattolica in Sierra Leone al termine dell'anno 2007 su una popolazione di 6.380.845 persone contava 263.600 battezzati, corrispondenti al 4,1% del totale. Inoltre gestiva 711 istituti scolastici e 43 istituti di beneficenza.
| anno | popolazione | popolazione | popolazione | presbiteri | presbiteri | presbiteri | presbiteri                | diaconi | religiosi | religiosi | parrocchie |
| anno | battezzati  | totale      | %           | numero     | secolari   | regolari   | battezzati per presbitero | diaconi | uomini    | donne     | parrocchie |
| ---- | ----------- | ----------- | ----------- | ---------- | ---------- | ---------- | ------------------------- | ------- | --------- | --------- | ---------- |
| 2004 | 186.226     | 6.262.780   | 2,9         | 115        | 67         | 48         | 1.619                     |         | 80        | 43        | 60         |
| 2007 | 263.600     | 6.380.845   | 4,1         | 137        | 87         | 50         | 1.924                     | 6       | 95        | 58        | 62         |

## Nunziatura apostolica
Il 3 maggio 1960 in forza del breve Decet Nos di papa Giovanni XXIII la delegazione apostolica di Dakar assume il nuovo nome di delegazione apostolica dell'Africa Occidentale, con giurisdizione sui seguenti stati africani: Sierra Leone, Ghana, Senegal, Alto Volta, Costa d'Avorio, Dahomey, Guinea, Mauritania, Niger, Sudan, Togo e Gambia.
Il 28 marzo 1965, in forza del breve Supremi Pontificatus di papa Paolo VI, i Paesi del Ghana e della Sierra Leone sono sottratti alla giurisdizione della delegazione apostolica dell'Africa Occidentale ed uniti alla delegazione apostolica dell'Africa Centro-Occidentale.
La delegazione apostolica della Sierra Leone è stata istituita il 25 agosto 1979, ricavandone le competenze dalla delegazione apostolica di Gambia e Sierra Leone. Nel 1996 la delegazione apostolica è stata elevata al rango di Nunziatura apostolica.

### Delegati apostolici
- Johannes Dyba, arcivescovo titolare di Neapoli di Proconsolare (25 agosto 1979 - 1º giugno 1983 nominato arcivescovo, titolo personale, di Fulda)
- Romeo Panciroli, M.C.C.I., arcivescovo titolare di Noba (6 novembre 1984 - 18 marzo 1992 nominato pro-nunzio apostolico in Iran)
- Luigi Travaglino, arcivescovo titolare di Lettere (4 aprile 1992 - 2 maggio 1995 nominato nunzio apostolico in Nicaragua)
- Antonio Lucibello, arcivescovo titolare di Thurio (8 settembre 1995 - 1996 nominato nunzio apostolico)

### Nunzi apostolici
- Antonio Lucibello, arcivescovo titolare di Thurio (1996 - 27 luglio 1999 nominato nunzio apostolico in Paraguay)
- Alberto Bottari de Castello, arcivescovo titolare di Foraziana (18 dicembre 1999 - 1º aprile 2005 nominato nunzio apostolico in Giappone)
- George Antonysamy, arcivescovo titolare di Sulci (20 settembre 2005 - 21 novembre 2012 nominato arcivescovo di Madras e Mylapore)
- Mirosław Adamczyk, arcivescovo titolare di Otricoli (21 settembre 2013 - 12 agosto 2017 nominato nunzio apostolico a Panama)
- Dagoberto Campos Salas, arcivescovo titolare di Forontoniana (17 novembre 2018 - 14 maggio 2022 nominato nunzio apostolico a Panama)
- Walter Erbì, dal 20 luglio 2022

## Conferenza episcopale
L'episcopato della Sierra Leone fa parte della Conferenza Episcopale Interterritoriale del Gambia e della Sierra Leone (Inter-territorial Catholic Bishops' Conference of The Gambia and Sierra Leone, ITCABIC) con sede nella capitale Freetown. Essa nacque nel 1975 e comprendeva gli episcopati di Gambia, Liberia e Sierra Leone. Nel 1998 i tre vescovi della Liberia si sono staccati dall'ITCABIC fondando una Conferenza episcopale autonoma.
L'ITCABIC è membro della Regional Episcopal Conference of West Africa (RECOWA) e del Symposium of Episcopal Conferences of Africa and Madagascar (SECAM).
Elenco dei Presidenti della Conferenza episcopale:
- Thomas Joseph Brosnahan, arcivescovo di Freetown e Bo (1971 - 1975)
- Michael Joseph Moloney, vescovo di Banjul (1975 - 1977)
- Augusto Fermo Azzolini, vescovo di Makeni (1977 - 1980)
- Joseph Henry Ganda, arcivescovo di Freetown e Bo (1980 - 1983)
- Michael Kpakala Francis, arcivescovo di Monrovia (1983 - 1986)
- Michael J. Cleary, vescovo di Banjul (1986 - 1989)
- Boniface Nyema Dalieh, vescovo di Capo Palmas (1989 - 1992)
- John C. O'Riordan, vescovo di Kenema (1992 - 1995)
- Benedict Dotu Sekey, vescovo di Gbarnga (1995 - 1998)
- Giorgio Biguzzi, vescovo di Makeni (1998 - 2001)
- Joseph Henry Ganda, arcivescovo di Freetown e Bo (2001 - 2003)
- Michael J. Cleary, vescovo di Banjul (agosto 2003 - 2004)
- Giorgio Biguzzi, vescovo di Makeni (aprile 2004 - maggio 2010)
- Patrick Daniel Koroma, vescovo di Kenema (maggio 2010 - maggio 2016)
- Charles Allieu Matthew Campbell, vescovo di Bo, dal maggio 2016